# Боровская (Шенкурский район)
Боровская — деревня в Шенкурском районе Архангельской области. Входит в состав муниципального образования «Ровдинское».

## География
Деревня расположена в южной части Архангельской области, в таёжной зоне, в пределах северной части Русской равнины, в 80 километрах на юго-запад от города Шенкурска, на левом берегу реки Суланда, притока Пуи. Ближайшие населённые пункты: на севере деревня Желтиковская, на юге, на противоположенном берегу реки, деревня Запаковская.
Часовой пояс
Боровская, как и вся Архангельская область, находится в часовой зоне МСК (московское время). Смещение применяемого времени относительно UTC составляет +3:00.

## Население
| 2002 | 2010 | 2012 |
| ---- | ---- | ---- |
| 16   | ↘5   | ↗9   |

## История
Указана в «Списке населённых мест по сведениям 1859 года» в составе Шенкурского уезда(1-го стана) Архангельской губернии под номером «2086» как «Боровская». Насчитывала 13 дворов, 48 жителей мужского пола и 53 женского.
В деревне в 1875 году была построена деревянная Вознесенская церковь, приходской храм Желтиковского прихода, выделившегося в самостоятельный приход из Верхнесуландского.
В «Списке населенных мест Архангельской губернии к 1905 году» деревня Боровская(Боровая) насчитывает 36 дворов, 139 мужчин и 165 женщин.  В административном отношении деревня входила в состав Верхосуландского сельского общества Верхосуландской волости.
На 1 мая 1922 года в поселении 64 двора, 119 мужчин и 180 женщин.